# George Kiraz
George Anton Kiraz (Betlemme, 1965) è un editore, ingegnere e imprenditore statunitense di etnia siriaca.
Kiraz (in siriaco ܓܘܪܓܝ ܒܪ ܐܢܛܘܢ ܕܒܝܬ ܟܝܪܐܙ) è noto per gli studi della lingua e civiltà siriaca, e per essere il fondatore della casa editrice Gorgias Press

## Biografia
Nato a Betlemme da una famiglia mercantile siro-ortodossa che affonda le sue radici a Elâzığ in Anatolia, apprese il siriaco nel Monastero di San Marco, a Gerusalemme. Nel 1983, emigrò con la sua famiglia negli Stati Uniti, stabilendosi a Los Angeles.
Il 6 febbraio 1977, a Betlemme, venne consacrato diacono (in siriaco Qoruyo) della Chiesa ortodossa siriaca dalle mani di Mor Dioscoros Luqa Sha'ya, metropolita di Gerusalemme. Il 9 gennaio 1983 fu ordinato suddiacono mediante l'imposizione delle mani di Mor Julius Yeshu Çiçek, successore di Luqa Sha'ya.
Nel 1986, progettò i primi font per riprodurre al computer i caratteri della lingua siriaca, fondato a Los Angeles la società individuale Alaph Beth Computer Systems per iniziare la loro commercializzazione di questa tecnica. In collaborazione con Paul Nelson e Sargon Hasso, sviluppò la proposta per la codifica del siriaco all'interno dello standard Unicode, scrivendo la specifica relativa ai caratteri Meltho conformi all'Unicode, che consentono l'elaborazione di testi siriaci con i moderni computer. Ancora oggi, la sua codifica del siriaco con caratteri Meltho-Unicode è di gran lunga la più utilizzata a libello internazionale.
Dopo una laurea in ingegneria presso l'Università della California nel 1990, conseguì un master in studi siriaci presso l'Università di Oxford l'anno seguente, un master in informatica ed elaborazione del linguaggio nel '92, e un PhD in linguistica computazionale presso l'Università di Cambridge al termine di un percorso di studi quadriennale.
Fondatore della Gorgias Press, editore accademico specializzato negli studi siriaci, ha diretto l'istituto di Beth Mardutho per la promozione della lingua e del patrimonio culturale siriaci.
Dal 1996 al 2000 ha lavorato presso la Bell Labs, come membro dello staff tecnico del Language Modeling Group. Nell'anno successivo, ha contribuito all'apertura di una sede della Nuance Communications a Wall Street.
I suoi interessi di ricerca includono la tecnologia a stati finiti, la morfologia e la fonologia computazionali, gli studi siriaci. Ha coniato il termine garshunography, per riferirsi alla rappresentazione scritta di una lingua secondo l'alfabeto e le regole grafiche di un'altra.
Completò i tre gradi tradizionali del diaconato molto più tardi, il 14 dicembre 2012, consacrato "primo diacono" (Ewangeloyo) a Teaneck nel New Jersey, da Mor Cyril Ephrem Karim. Ha prestato servizio sacerdotale nelle seguenti Chiese: Santa Maria a Betlemme (dal 1973 al 1983), il Monastero di San Marco e i Luoghi Sacri di Gerusalemme (dal 1979 al 1983), Sant'Efrem a Los Angeles (dal 1983 al 1990, e nuovamente nel 1996), St. Jacob Burd‛ono a Londra (dal '91 al '96, sporadicamente), Cattedrale di San Marco a Teaneck dal '96, cui cinque anni dopo si è aggiunta San Giovanni bar Aphtonia, a Cranbury.
Vive con la moglie Christine Kiraz e i loro tre figli a Piscataway, nel New Jersey. Dirige il progetto della serie editoriale Antioch Bible.